# Хукстаун (Пенсилванија)
Хукстаун (енгл. Hookstown) град је у америчкој савезној држави Пенсилванија.

## Демографија
По попису из 2010. године број становника је 147, што је 5 (-3,3%) становника мање него 2000. године.
| Група             | 2000.       | 2010.       |
| Белци             | 147 (96,7%) | 141 (95,9%) |
| Афроамериканци    | 0 (0,0%)    | 1 (0,7%)    |
| Азијати           | 1 (0,7%)    | 0 (0,0%)    |
| Хиспаноамериканци | 1 (0,7%)    | 2 (1,4%)    |
| Укупно            | 152         | 147         |